# Xiaoping
Xiaoping är en ort i Kina. Den ligger i provinsen Hunan, i den södra delen av landet, omkring 330 kilometer väster om provinshuvudstaden Changsha.
Runt Xiaoping är det ganska tätbefolkat, med 214 invånare per kvadratkilometer. Närmaste större samhälle är Luojiu, 19,4 km nordost om Xiaoping. I omgivningarna runt Xiaoping växer huvudsakligen savannskog.
Genomsnittlig årsnederbörd är 1 725 millimeter. Den regnigaste månaden är maj, med i genomsnitt 282 mm nederbörd, och den torraste är december, med 52 mm nederbörd.